# 蒲原鉄道の車両形式

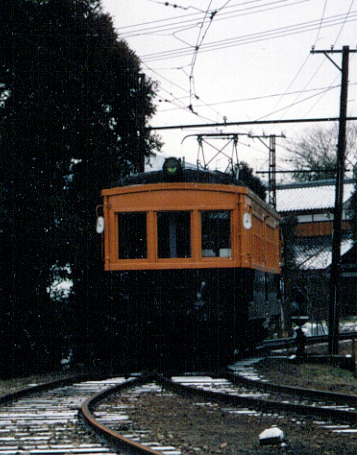
モハ61形
（五泉 1998年3月）

蒲原鉄道の車両形式（かんばらてつどうのしゃりょうけいしき）
本項では、蒲原鉄道（蒲原鉄道線）において運用された鉄道車両各形式について記述する。

## 略史
蒲原鉄道線は新潟県下初の電化路線（直流600V・架空電車線方式）として、1923年（大正12年）10月20日に五泉 - 村松間 (4.2km) が開業した。開業に際しては木造四軸ボギー電動車デ1形1・2の2両の電車が新製され、1927年（昭和2年）9月には二軸単車の付随車ハニ3形3が増備されている。さらに村松 - 東加茂間 (15.2km) が1930年（昭和5年）7月22日に、東加茂 - 加茂間 (2.5km) が同年10月20日に開業し、五泉 - 加茂間 (21.9km) の全線が開通した。全線開通に際しては蒲原鉄道初の半鋼製車であるデ11形11 - 13の3両の電車のほか、電気機関車EL形1が新製された。その後、輸送量増加に伴って1942年（昭和17年）12月に鉄道省より二軸単車ガソリンカーの払い下げを受けクハ1形1として、戦後間もない1947年（昭和22年）には名古屋鉄道よりモ450形455を譲り受けデ101形101としてそれぞれ導入した。
その後も断続的に車両増備が行われ、1950年（昭和25年）5月に日本国有鉄道（国鉄）よりキハ41000形気動車1両の払い下げを受けクハ10形10として導入し、1952年（昭和27年）10月にはモハ31形31がデ1形1の改造名義で新製されたが、モハ31の竣功と同時に従来車に対して一斉に改番が実施され、デ1形はモハ1形に、デ11形はモハ11形に、デ101形はモハ21形に、ハフ1形（旧ハニ3形）はサハ1形に、EL形電気機関車はED1形にそれぞれ改称・改番された。
1954年（昭和29年）5月にはモハ41形41が新製された。同車の新製に際してはモハ11形13より台車・主電動機を転用し、モハ13はモハ1形1（旧デ1形2）より台車・主電動機を転用してモハ51形51と改称・改番された。名義上はモハ41がモハ13の、モハ51がモハ1の、それぞれ改造名義で竣功しており、この結果開業に際して新製されたモハ1形は形式消滅した。1957年（昭和32年）9月にはサハ1形・クハ2形が付随車ハ1形1・ハ2形2とそれぞれ改称・改番された。
さらに1958年（昭和33年）1月と1965年（昭和40年）7月の二度にわたって西武鉄道より2両の電車を譲り受け、モハ61形61・モハ71形71として導入した。なお、モハ61は当時の西武鉄道における標準塗装であった、窓下補強帯（ウィンドウシル）の下端部を境界として上半分をイエロー・下半分をマルーンに塗り分けた2色塗りのまま入線し、従来茶色一色塗装であった既存の旅客用車両についても順次イエロー・マルーンの2色塗りへの塗装変更が実施された。
1973年（昭和48年）1月にモハ81形81が、1975年（昭和50年）12月にはモハ91形91がそれぞれ越後交通・山形交通（現・ヤマコー）より譲受の上で導入され、この結果蒲原鉄道線における在籍旅客車両は電動車10両・制御車および付随車3両、計13両の最大両数を数えるに至った。また、1978年（昭和53年）10月のワンマン運転開始に先立って、同年7月よりモハ12・31・41・61・71の5両を対象に、バックミラー取り付け等ワンマン運転対応化改造が実施された。
1978年（昭和53年）9月に付随車ハ1・2が廃車となり、翌1979年（昭和54年）1月にはモハ21が廃車となって蒲原鉄道における木造車は全廃となった。さらに1985年（昭和60年）4月1日付で村松 - 加茂間 (17.7km) が廃止となったことに伴い、モハ11・12・51・81・91の5両が同年6月20日付で廃車となった。
開業当初と同様、五泉 - 村松間 (4.2km) に縮小された蒲原鉄道線は、前述廃車対象から外れ残存したモハ31・41・61・71およびクハ10の計5両の旅客用車両によって運用されたが、旅客数の減少ならびに車両・施設の老朽化を理由として1999年（平成11年）10月4日付で全線廃止となり、同5両の旅客用車両ならびに電気機関車ED1を含む全在籍車両は同日付で全車除籍された。

## 主要機器

### 制御装置
開業当初に新製されたデ1形以降、制御車2形式を含めて、制御方式は運転台に設置された直接制御器によって電流制御を行う直接制御方式（制御器形式TDK-DB3、東洋電機製造製）で統一されていたが、1965年（昭和40年）7月に導入されたモハ71は竣功当初より間接制御（電磁空気単位スイッチ式間接非自動制御、通称「HL制御」）方式が採用され、モハ31・41・61についても順次間接非自動制御化が施工された。また、モハ81・91についてはモハ71同様に導入当初より間接非自動制御仕様で竣功している。

### 主電動機
モハ81・91の2両を除き、各車とも東洋電機製造製の直流直巻電動機TDK-31S-CおよびTDK-31S-P（端子電圧600V時一時間定格出力63.4kW）を1両当たり2基搭載する。デ1形ならびにデ11形は竣功当初ウェスティングハウス・エレクトリック (WH) 社製の定格出力48kWの主電動機を1両当たり2基搭載したが、後年TDK-31系に換装されている。蒲原鉄道線においては高い走行性能は必要とされず、また変電所容量の都合もあって各形式の車体長や自重の差異に関わらずTDK-31系主電動機2基仕様で統一されていたが、後年導入されたモハ81・91については主電動機1基当たりの定格出力が低かったこともあり、前保有事業者在籍当時と同様に主電動機4基仕様のまま竣功した。なお、EL形電気機関車のみは牽引力を確保する目的から例外的に当初よりTDK-31系主電動機4基仕様で落成・就役している。駆動方式はいずれも吊り掛け式で、歯車比は各形式によって異なる。

### 制動装置
旅客用車両については全車とも非常弁付直通ブレーキ (SME) で統一され、EL形電気機関車のみ自動空気ブレーキ仕様である。なお、付随車2両については手用制動のみとされ、空気制動は装備されなかった。

## 各形式詳細
以下、蒲原鉄道に在籍した各形式について、形式ごとに詳述する。なお、冒頭の形式称号ならびに車両番号（車番）はいずれも竣功・導入当初のものである。

### デ1形
- デ1・2

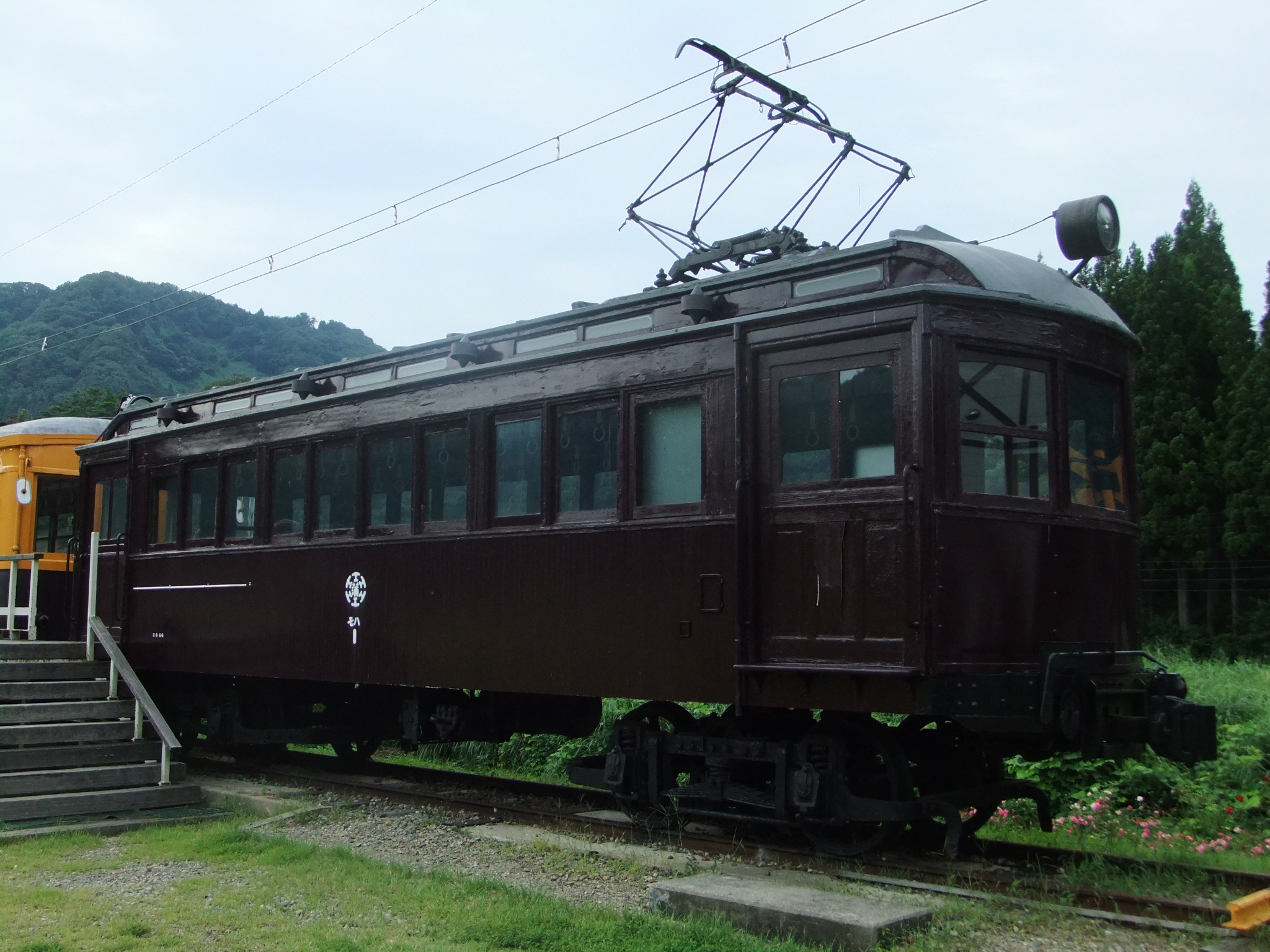
モハ1
（冬鳥越スキーガーデン 2014年8月）

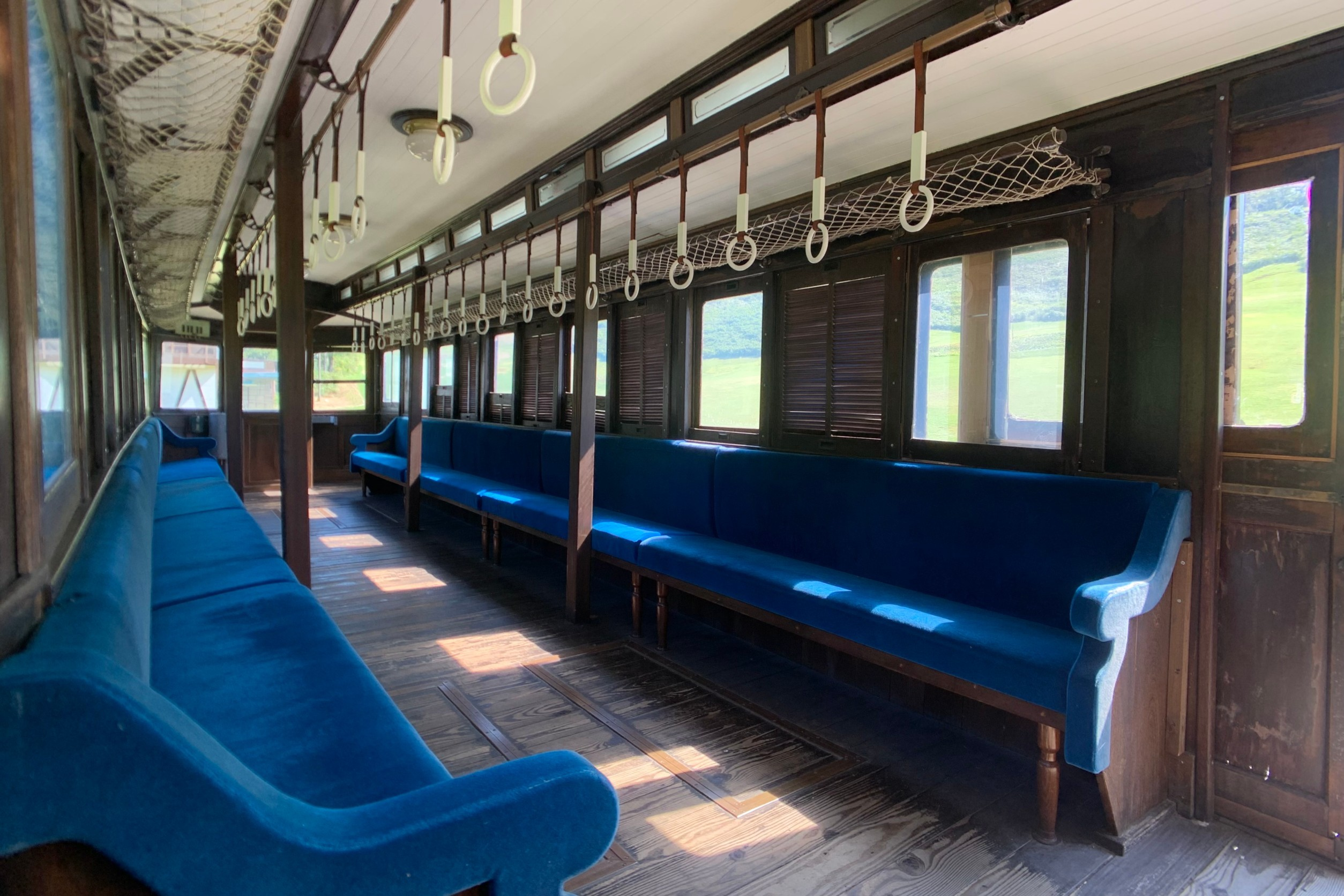
モハ1号の車内（冬鳥越スキーガーデン 2021年9月）

五泉 - 村松間の開業に際して、1923年（大正12年）7月に蒲田車輌製作所においてデ1・2の2両が新製された。デ1形の車体外観および各部寸法は目黒蒲田電鉄が開業に際して新製したデハ1形電車とほぼ同一であり、デ1形の製造前年にあたる1922年（大正11年）12月に汽車製造において新製された目黒蒲田電鉄デハ1形を、蒲田車輌製作所においてスケッチ製造したデッドコピー製品であるとも指摘される。
全長11,455mmの木造ダブルルーフ構造の車体に片側2箇所の片開客用扉を備え、前面形状は丸妻形状の3枚窓構造、窓配置はD(1)2 4 2(1)D（D：客用扉、数値は側窓の枚数、カッコ内は戸袋窓）である。落成当初は集電装置にトロリーポールを採用し、前照灯は前面腰板中央部に設置されていたが、後年パンタグラフ集電化および前照灯の屋根上への移設が施工されている。主電動機はウェスティングハウス・エレクトリック (WH) 社製の定格出力48kWの主電動機を1両当たり2基、歯車比75:15 (5.0) で搭載し、台車はJ.G.ブリル社製の鍛造鋼組立型軸ばね式台車ブリル76E-1を装着する。
導入後は前述集電装置の交換のほか、1951年（昭和26年）12月には主電動機の東洋電機製造TDK-31系への換装が実施されたが、同時期には経年25年を超えた木造車体の老朽化が著しくなったことから、1952年（昭和27年）10月のモハ31新製に際して、モハ31へ主要機器を供出したデ101へデ1の主要機器を転用することとなった。名義上はデ1がモハ31へ改造されたという扱いが取られ、デ1は事実上廃車となった。残るデ2はモハ1形1と改称・改番されたが、1954年（昭和29年）5月のモハ41新製に際して、モハ41へ主要機器を供出したモハ13へモハ1の主要機器を転用することとなり、モハ13改めモハ51への改造名義でモハ1も事実上廃車となり、形式消滅した。
なお、デ1・モハ1（旧デ2）の車体はいずれも村松車庫内において職員詰所として利用され、モハ1の車体は蒲原鉄道線の全線廃止まで現存した。全線廃止後は車内外とも徹底した修繕工事が施工され、台車・パンタグラフ等を新たに装着した上で冬鳥越スキーガーデンにおいて静態保存された。

### デ11形
- デ11 - 13

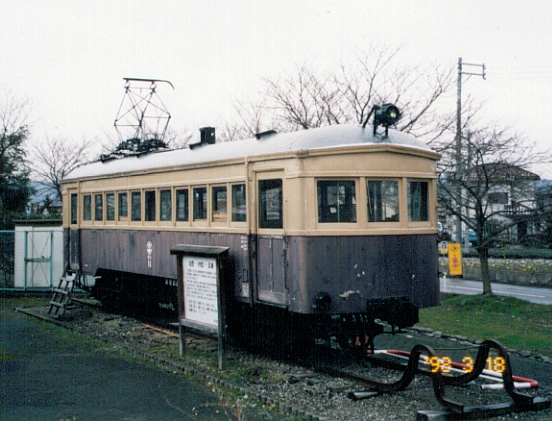
モハ11形11
（村松城址公園 1998年3月）

蒲原鉄道線全線開業に先立つ1930年（昭和5年）3月に、蒲原鉄道初の半鋼製車両として日本車輌製造東京支店においてデ11 - 13の3両が新製された。デ11形の車体外観および各部寸法は庄内交通が同社湯野浜線の開業に際して新製したモハ1形電車と全く同一であり、台車等にも共通点を有した。
全長12,432mmの半鋼製車体に片側2箇所900mm幅の片開客用扉を備え、前面形状は丸妻形状の3枚窓構造、窓配置はD(1)9(1)D（D：客用扉、数値は側窓の枚数、カッコ内は戸袋窓）と、扉間の窓数がデ1形と比較して1枚増加した。その他、側面見付は扉間の車体裾部の外板が切り上げられて台枠が外部に露出し、また腰板部の上下寸法を広く取った初期の半鋼製車両特有の設計と上下寸法の小さい一段落とし窓方式の窓構造の採用により、些か古典的な外観を呈している。主電動機はデ1形同様にウェスティングハウス・エレクトリック (WH) 社製の定格出力48kWの主電動機を1両当たり2基、歯車比75:15 (5.0) で搭載するが、台車は東洋車輌製の鋳鋼組立式ペンシルバニア型軸ばね台車（固定軸間距離1,680mm）に変更された。
デ11形は戦前から戦後にかけて主力車両として運用され、1952年（昭和27年）10月に実施された一斉改番に際してモハ11形11 - 13と改称された。その後、主電動機の東洋電機製造TDK-31系への換装が実施されたのち、1954年（昭和29年）5月のモハ41新製に際して、モハ13が主要機器をモハ41へ供出し、モハ13へはモハ1の主要機器を転用する玉突き転用が実施され、同時にモハ13はモハ51形51と改称・改番された。モハ13としての車籍はモハ41へ継承され、モハ51はモハ1の車籍を継承し、モハ1の改造名義で竣功している。この結果、主電動機はTDK-31S-Cで変わらなかったものの、台車はモハ1より転用したブリル76E-1を新たに装着した。
1978年（昭和53年）7月には西武所沢工場でモハ12に対してワンマン運転対応化改造が施工された。改造に際してはワンマン運転関連機器が新設されたほか、タブレット交換時における利便性向上を目的として狭幅の乗務員扉が新設され、窓配置はdD(1)9(1)Ddと変化した。この乗務員扉は有効幅が400mm程度であり、乗務員の出入は不可能であったという。なお、モハ11・モハ51についてはツーマン仕様のまま存置され、また他形式においては間接非自動制御化が施工される中、旧デ11形の3両については終始直接制御のまま運用された。路線縮小に際しては唯一ワンマン運転対応済であったモハ12を含む3両とも廃車となった。

### デ101形
- デ101

1947年（昭和22年）に名古屋鉄道よりモ450形455を譲り受け、導入したものである。同形式は各務原鉄道（現・名鉄各務原線）が開業に際して1925年（大正14年）に日本車輌製造名古屋本店において新製した木造四軸ボギー電動車KB1形5を前身とし、戦後混乱期に名古屋鉄道へ割り当てられた63系電車導入の見返りとして義務付けられた既存車両の地方私鉄への供出の一環として蒲原鉄道へ譲渡されたものであった。
全長12,106mmの木造シングルルーフ構造の車体に片側2箇所の片開客用扉を備え、前面形状は丸妻形状の3枚窓構造、窓配置は1D(1)2 2 2(1)D1（D：客用扉、数値は側窓の枚数、カッコ内は戸袋窓）である。なお、各務原鉄道KB1形の原形は前面を半円形状とした5枚窓構造で、窓配置はD(1)2 2 2(1)Dであったが、モ455を含むモ450形4両は戦災によって車体を損傷し、復旧に際して前述のような車体形状に改められたものである。台車はボールドウィン・ロコモティブ・ワークス社が設計・製造した形鋼組立型釣り合い梁式台車（ボールドウィンA形台車）のデッドコピー製品である日本車輌製造BW-78-25A台車を装着し、主電動機は後年TDK-31S-Cに換装された。
1952年（昭和27年）10月のモハ31新製に際して、前述のようにデ101は台車を含む主要機器を供出し、代わりにデ1より主要機器を流用する玉突き転用が実施され、同時にモハ21形21と改称・改番された。この結果、前述モハ51同様に、主電動機はTDK-31S-Cで変わらなかったものの、台車はデ1より転用したブリル76E-1を新たに装着した。
木造車体の小型車ということで、1950年代半ば頃よりラッシュ時の運用を中心とした予備車的位置付けとなったモハ21は、結果的に蒲原鉄道線における最後の木造車体の旅客用車両として残存し、1979年（昭和54年）1月に廃車となった。

### モハ31形・41形
- モハ31・41

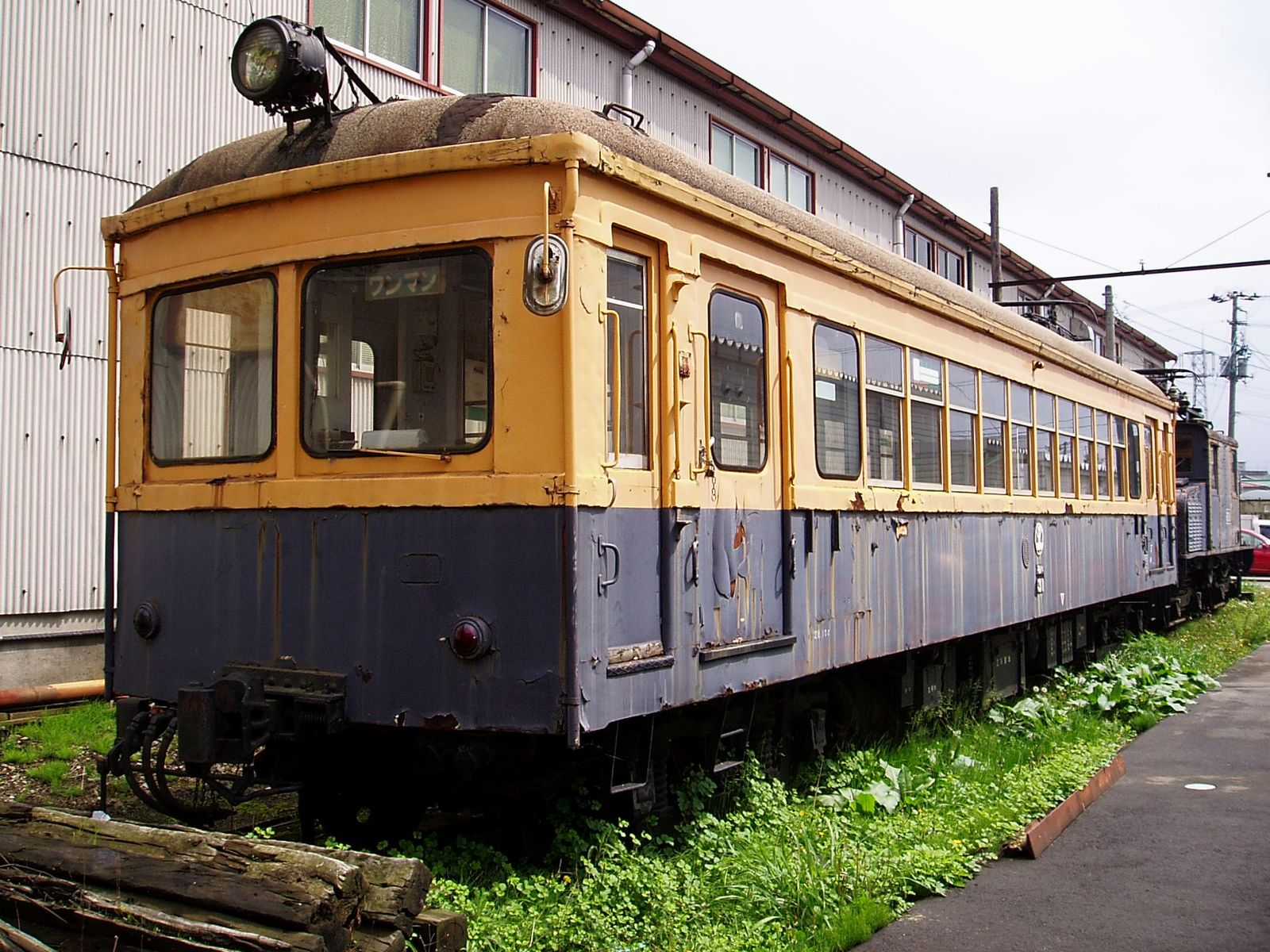
モハ31形
（旧村松駅 1998年3月）

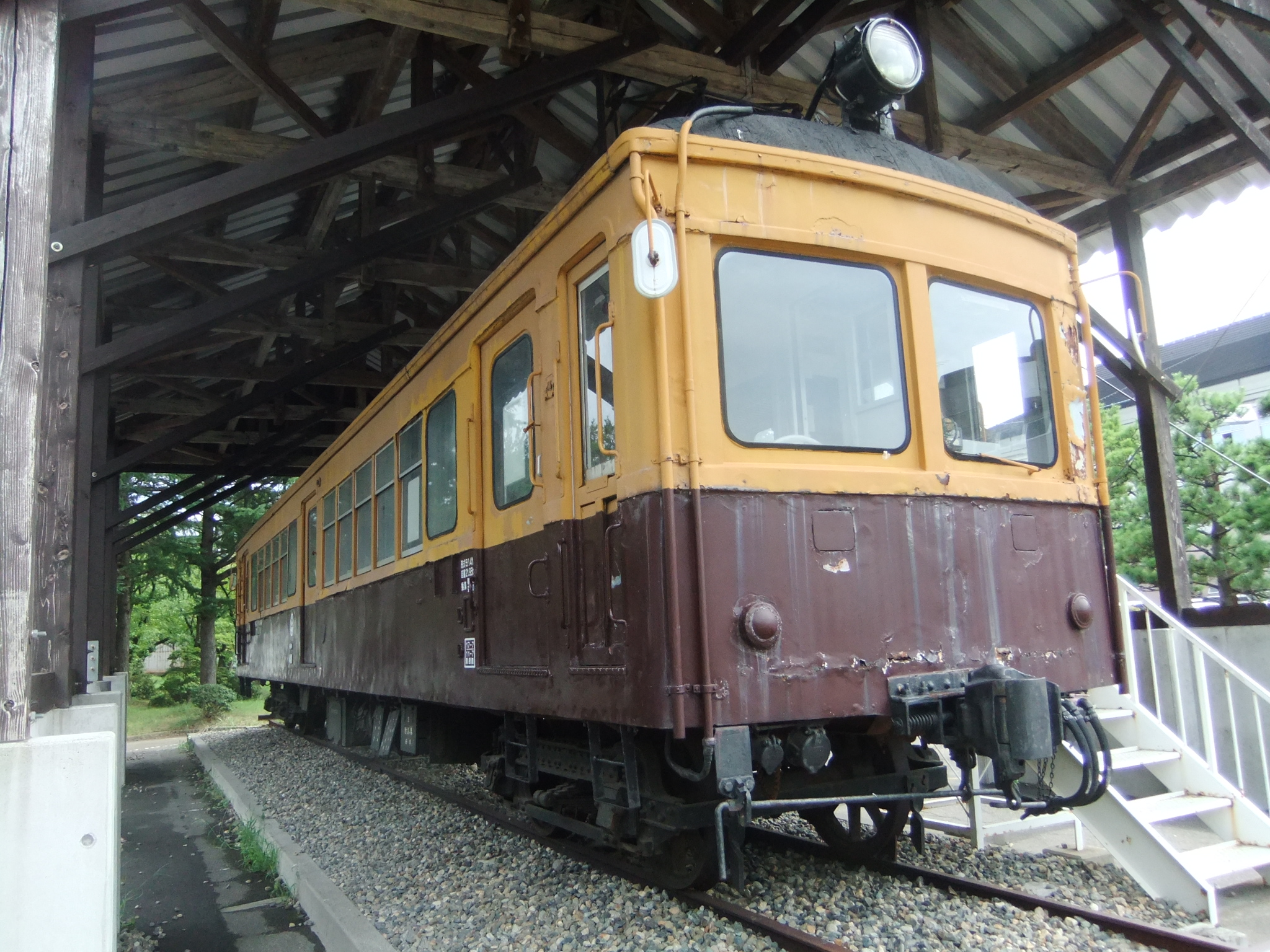
モハ41
（五泉市総合会館 2014年8月）

モハ31は1952年（昭和27年）10月に、モハ41は1954年（昭和29年）5月に、いずれも蒲原鉄道村松車庫内において東京電機工業の出張工事によって新製された。前述のように、モハ31はデ101の、モハ41はモハ13の主要機器を流用して製造され、名義上はモハ31はデ1の、モハ41はモハ13のそれぞれ改造名義で竣功している。
車体は2両とも同一形状であり、全長15,150mmの半鋼製車体に、片側2箇所950mm幅の片開客用扉を備え、窓配置はdD(1)10(1)D1（d：乗務員扉、D：客用扉、数値は側窓の枚数、カッコ内は戸袋窓）である。前面形状は緩い弧を描く平妻形状ながら、当時の流行である湘南型デザインを取り入れた2枚窓構造となっている点が特徴である。車内設備はモハ31がロングシート仕様であったのに対し、モハ41においてはボックスシート仕様であった点が異なるが、モハ41は1963年（昭和38年）6月に西武所沢工場において車体延長改造・3扉車体化が施工され、同時に座席のロングシート化が行われた。
モハ31・41とも1978年（昭和53年）7月にワンマン運転対応化改造を受け、1985年（昭和60年）4月の路線縮小後も残存した。モハ41については収容力の大きさから路線縮小後の蒲原鉄道線における主力車両として運用され、2両とも全線廃止まで在籍した。

### モハ61形
- モハ61

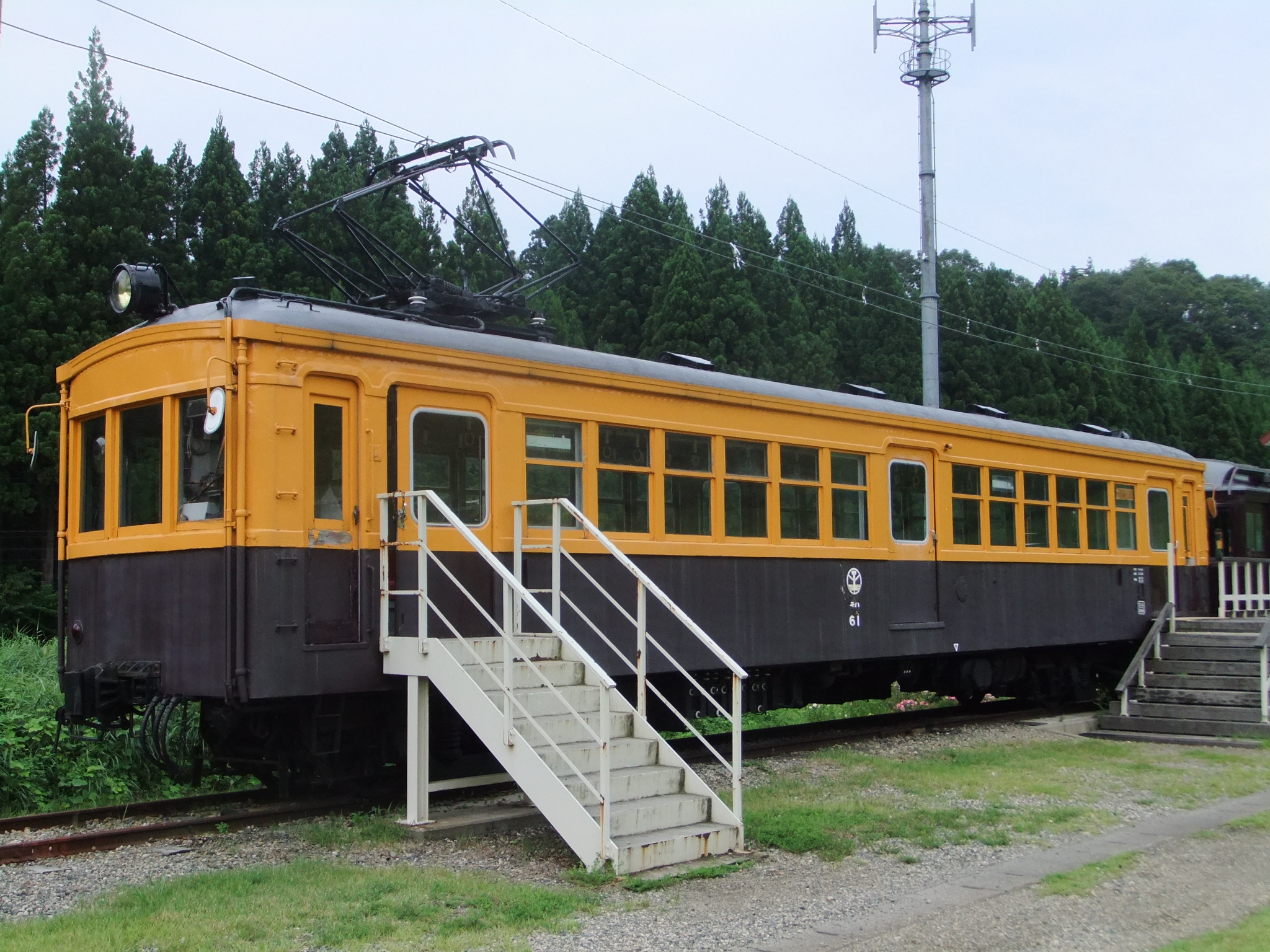
モハ61
（冬鳥越スキーガーデン 2014年8月）

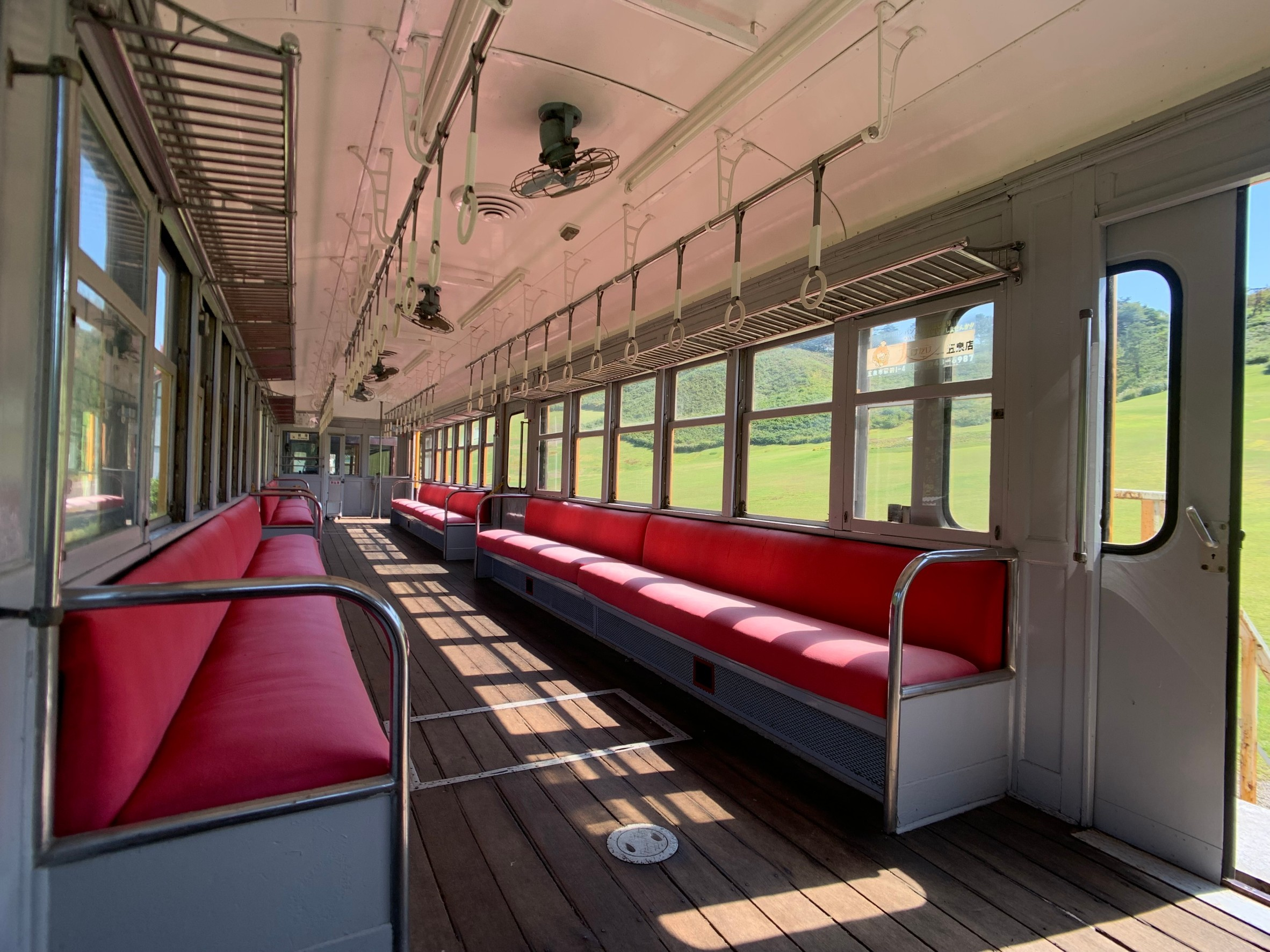
モハ61号の車内（冬鳥越スキーガーデン 2021年9月）

1958年（昭和33年）1月に西武鉄道よりクハ1231形1232を譲り受け、導入したものである。西武クハ1232は西武鉄道の前身事業者である武蔵野鉄道が1940年（昭和15年）4月に日本鉄道自動車工業（現・東洋工機）において新製したクハ5855形5856を前身とし、譲渡に際しては西武所沢工場において電動車化・両運転台化といった各種改造を施工した。
車体は全長17,000mmの半鋼製車体で、前面形状は非貫通構造の3枚窓形状、側面には片側3箇所1,000mm幅の片開客用扉を備え、側窓は二段上昇式、窓配置はdD(1)4(1)D5(1)Dd（d：乗務員扉、D：客用扉、数値は側窓の枚数、カッコ内は戸袋窓）である。前述の通りモハ61は西武在籍当時のイエロー・マルーンの2色塗装のまま導入され、この車体塗装は後に既存の在籍車両にも踏襲された。台車は鉄道省制式の釣り合い梁式台車DT10を装着し、歯車比は66:18 (3.67) である。
導入当初は直接制御方式を採用したが、1971年（昭和46年）4月に坂野工業所の出張工事によって間接非自動制御化が施工され、1978年（昭和53年）7月にはワンマン運転対応化改造を受け、路線縮小後も残存した。モハ61は客室内暖房の効きの良さを評価されて冬季は優先的に運用され、全線廃止まで在籍した。

### モハ71形
- モハ71

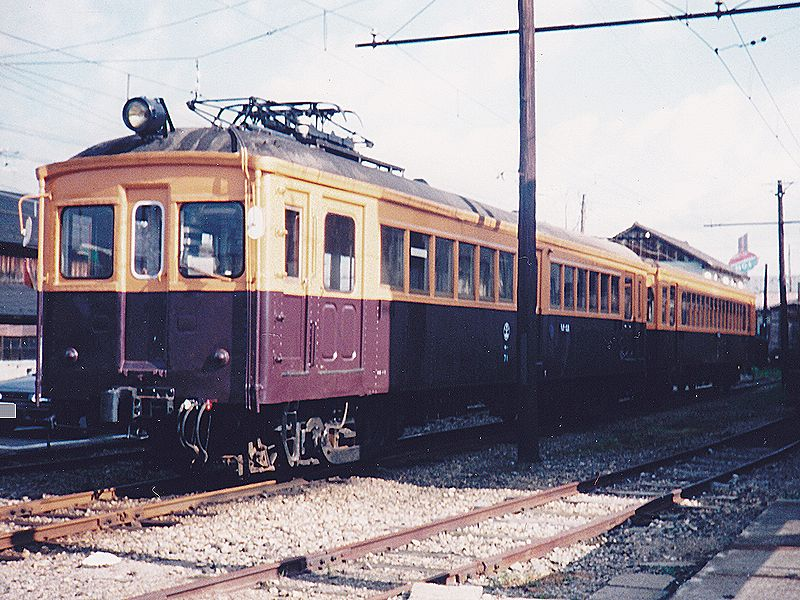
モハ71形
（村松 1997年8月）

1965年（昭和40年）7月に西武鉄道よりクハ1211形1211を譲り受け、導入したものである。西武クハ1211は前述西武クハ1231形同様に西武鉄道の前身事業者である武蔵野鉄道が1927年（昭和2年）1月に日本車輌製造東京支店において新製したデハ1320形1322を前身とし、譲渡に際してはモハ61と同じく、西武所沢工場において電動車化・両運転台化といった各種改造を施工した。
車体は全長16,930mmの半鋼製車体で、前面形状は貫通扉を有する貫通構造ながら、村松側妻面は原形の狭幅貫通扉であるのに対し、五泉側妻面は貫通幌枠を併設した広幅貫通扉と、前後妻面で形状が異なる。側面には片側3箇所990mm幅の片開客用扉を備え、dD(1)4(1)D5(1)Dd（d：乗務員扉、D：客用扉、数値は側窓の枚数、カッコ内は戸袋窓）の窓配置はモハ61と同一であるが、モハ71は腰板部の上下寸法を広く取った初期の半鋼製車両特有の設計となっているため、外観から受ける印象は大きく異なる。側窓は一段上昇式である。台車は住友製鋼所製の鋳鋼組立型釣り合い梁式台車KS-33Lを装着し、歯車比は64:20 (3.2) である。
1978年（昭和53年）7月にワンマン運転対応化改造を受け、路線縮小以降は五泉側妻面の貫通幌枠を生かして後述クハ10と貫通幌を接続した半固定編成を組成し、全線廃止まで朝ラッシュ時の限定運用を中心に充当された。

### モハ81形
- モハ81

1972年（昭和47年）12月に越後交通より同社長岡線一部区間の旅客営業廃止に伴って余剰となったモハ3000形3002を譲り受け、翌1973年（昭和48年）1月に導入したものである。越後交通3000形は同社長岡線の前身事業者である長岡鉄道が、1951年（昭和26年）12月の電化開業に際して京浜急行電鉄デハ110形112を譲り受けてその台枠ならびに主要機器を流用し、同年11月に日本鉄道自動車工業において車体を新製したものであった。
車体は全長15,850mmの半鋼製車体で、屋根部が深く取られたやや鈍重な外観を呈している。前面形状は非貫通構造の3枚窓形状、側面には片側2箇所1,000mm幅の片開客用扉を備え、客用扉直下にはステップが設けられているが、一般的に側窓上端部より高い位置に設けられる客用扉上端部が、モハ81においては両者の上端部が同一の高さに揃っている点が特徴である。側窓は二段上昇式、乗務員扉は運転台側にのみ設置され、窓配置はd1D(1)8(1)D2（d：乗務員扉、D：客用扉、数値は側窓の枚数、カッコ内は戸袋窓）である。台車は越後交通における竣功当時は種車となった京急デハ112より流用したテーラー・エレクトリック・トラック社製揺れ枕付軸ばね式台車であるテーラー19を装着したが、越後交通在籍当時に台車交換が実施され、鉄道省制式の釣り合い梁式台車TR14（固定軸間距離2,450mm）を装着した。主電動機は定格出力41kW (55HP) の東洋電機製造TDK-31Eを4基、歯車比63:21 (3.0) で搭載した。
本形式はワンマン運転対応化改造対象から外れて終始ツーマン仕様のまま運用され、路線縮小に際して廃車となった。

### モハ91形
- モハ91

1975年（昭和50年）12月に山形交通より同社三山線の全線廃止に伴って余剰となったモハ106を譲り受け、導入したものである。山形交通モハ106は蒲原鉄道モハ21と同じく1945年（昭和22年）12月に名古屋鉄道より譲り受けたモ450形451（各務原鉄道KB1形1）を前身とし、山形交通へ譲渡された経緯についてもモハ21と同様、国鉄63系割り当てに伴う放出によるものであった。もっとも、モハ91は山形交通在籍当時の1956年（昭和31年）7月に日本車輌製造東京支店において車体の鋼体化改造が実施されており、両者の車体外観は大きく異なっていた。
車体は全長12,944mmの半鋼製車体で、窓上の補強帯が外部に露出しないノーヘッダー構造が採用されている。車体全周にわたって幕板部の外板が屋根部へ巻き上げられた張り上げ屋根構造となっており、側面のみ幕板部と屋根部の境界付近に雨樋が設置された。前面形状はモハ31・41に類似した非貫通構造の2枚窓構造であり、前面向かって左側の窓は開閉可能（下段上昇式）な構造となっている。側面には片側2箇所1,000mm幅の片開客用扉を備え、客用扉直下にはステップが設けられている。開閉可能な窓は前面窓を含めて上段窓をHゴム固定支持とし下段窓を上昇式としたいわゆる「バス窓」が採用されている点が特徴である。窓配置はd2D(1)3(1)D2d（d：乗務員扉、D：客用扉、数値は側窓の枚数、カッコ内は戸袋窓）である。台車はモハ21と同じく形鋼組立型釣り合い梁式台車であるが、こちらはボールドウィン・ロコモティブ・ワークス社純正のBW-78-25A台車を装着し、主電動機は各務原鉄道時代以来の定格出力44.76kW (60HP) のデッカー製のものを4基、歯車比66:18 (3.67) で搭載した。
モハ91は扉配置等の都合からワンマン運転対応化改造は実施されず、路線縮小に際して蒲原鉄道線に在籍する車両の中では最も車体の経年が浅かったにもかかわらず廃車となった。

### ハニ3形
- ハニ3

1927年（昭和2年）9月に京浜車輌工業において新製された、二軸単車型の荷物合造付随車である。一説には武州鉄道が保有した客車を出自とするとも称されるハニ3は、全長9,440mmの木造ダブルルーフ構造の密閉型車体に、片側2箇所片開客用扉を備え、窓配置はD(1)6(1)D（D：客用扉、数値は側窓の枚数、カッコ内は戸袋窓）である。前述のように制動装置は手用制動のみで空気制動は持たない。
1948年（昭和23年）6月に東京電機工業の出張工事によって更新修繕工事が施工され、同時に荷物室を撤去の上でハフ1形1と改称・改番された。1952年（昭和27年）10月に実施された一斉改番に際してサハ1形1と改称され、さらに1957年（昭和32年）9月にはハ1形1と三たび改称が実施された。
電車の増備に伴って後年は予備車となり、1978年（昭和53年）9月に廃車となった。

### クハ1形
- クハ1

1942年（昭和17年）12月に鉄道省より二軸単車ガソリンカーキハ4530の払い下げを受け、導入したものである。鉄道省キハ4530は阿南鉄道（現・牟岐線の一部）が開業に際して1930年（昭和5年）4月に雨宮製作所において新製したキハ101が、阿南鉄道の国有化に伴って鉄道省の車籍に編入された際に同番号へ改称・改番され、鉄道省においては1942年（昭和17年）3月26日付で廃車となったものである。導入に際しては内燃機関撤去ならびに電車用機器の整備が実施され、蒲原鉄道線における初の制御車として竣功した。全長9,246mmの半鋼製車体に片側2箇所680mm幅の片開客用扉を備え、窓配置は1(1)D5D(1)1（D：客用扉、数値は側窓の枚数、カッコ内は戸袋窓）である。
蒲原鉄道線における唯一の制御車として運用されたクハ1は、後述クハ10の導入に伴って運転機器を撤去して事実上付随車化され、1957年（昭和32年）9月にハ2形2と正式に付随車形式へ改称・改番された。付随車としてのハ2の制動装置は手用制動のみで、空気制動は持たなかった。
前述ハ1（旧ハニ3）同様に、ハ2もまた電車の増備に伴って後年は予備車となり、1978年（昭和53年）9月に廃車となった。

### クハ10形
- クハ10

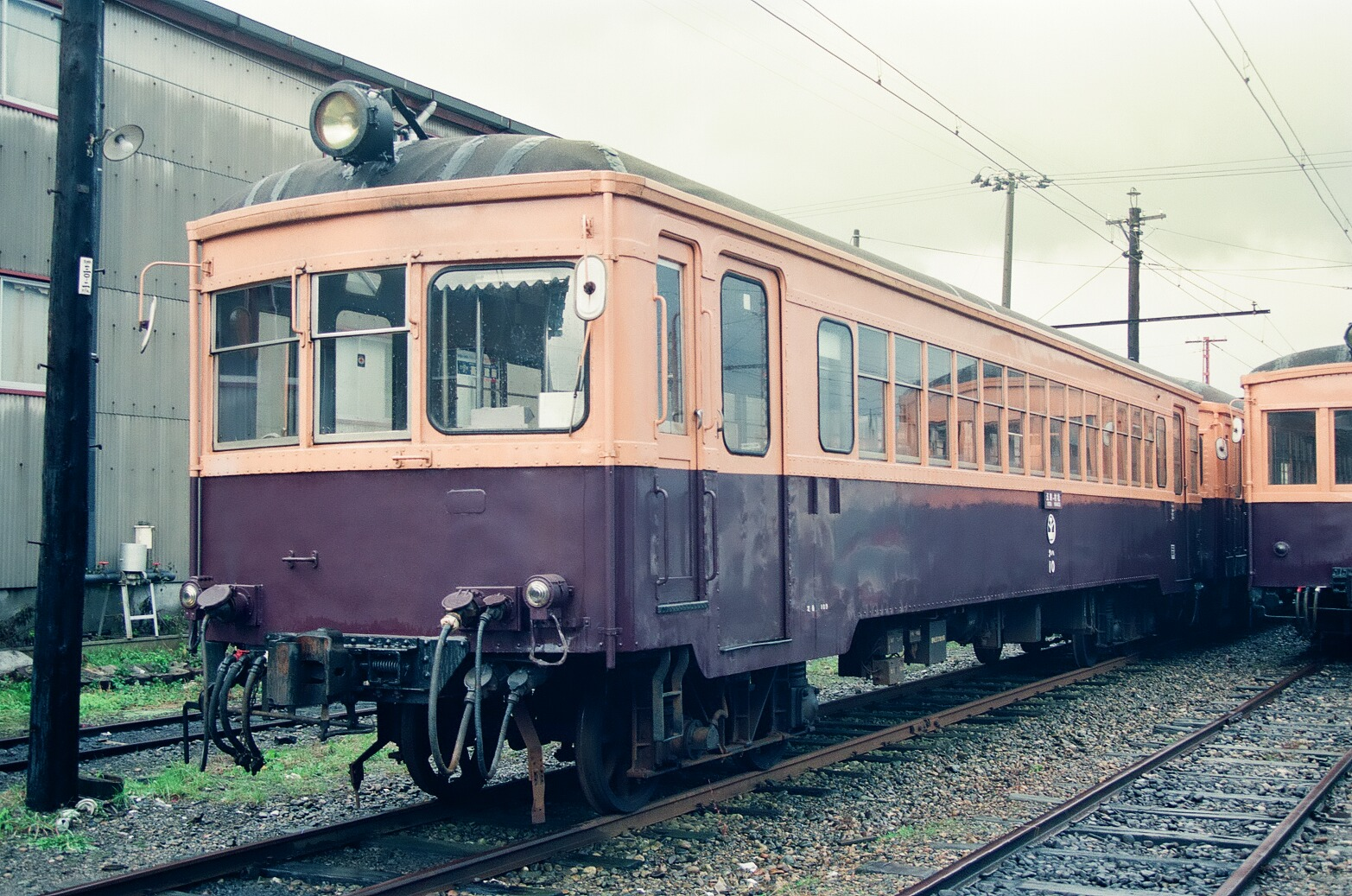
クハ10
（村松 1990年11月）

1949年（昭和24年）10月に国鉄よりキハ41000形41120の払い下げを受け、翌1950年（昭和25年）5月認可で導入したものである。国鉄キハ41120は1935年（昭和10年）9月に川崎車輌（現・川崎重工業）において新製されたもので、国鉄における最終配置は大館機関区であった。
車体は全長16,350mmの半鋼製車体で、導入に際しては床下の内燃機関撤去ならびに主抵抗器の新設など電車用機器の整備が実施され、電車の制御車として竣功した。また、直接制御器など運転機器は五泉側妻面にのみ設置され、村松側妻面の前照灯・標識灯は撤去された。その他車体関連についてはほぼ原形のまま竣功し、車内はボックスシート仕様、窓配置は1D(1)14(1)D1（D：客用扉、数値は側窓の枚数、カッコ内は戸袋窓）でキハ41000形当時と変わらず、台車も内燃動車用軸ばね式菱枠台車TR26をそのまま装着した。
その後1958年（昭和33年）5月に車内暖房装置を新設したのち、1961年（昭和36年）1月に西武所沢工場において五泉側妻面の3枚窓構造化・乗務員扉新設・村松側妻面への貫通路ならびに貫通幌新設・客室内照明の蛍光灯化・客用扉へのドアエンジン取付などが施工され、外観上大きな変化が生じた。さらに1967年（昭和42年）6月には同じく西武所沢工場において窓枠のアルミサッシ化・客用扉窓および戸袋窓など固定窓のHゴム固定支持化ならびに間接非自動制御化が施工されている。なお、新設された貫通路は通常締切扱いとされ、活用される機会はなかった。
路線縮小以降は前述モハ71と貫通幌を接続した半固定編成を組成し、改造後25年余を経過してようやく村松側連結面の貫通路・貫通幌の設備が活用されることとなった。半固定編成化後は朝ラッシュ時の限定運用を中心に充当され、国鉄キハ41000形（04形）気動車を出自とする車両としては最後の現役車両として、全線廃止まで在籍した。

### EL形
- EL形1

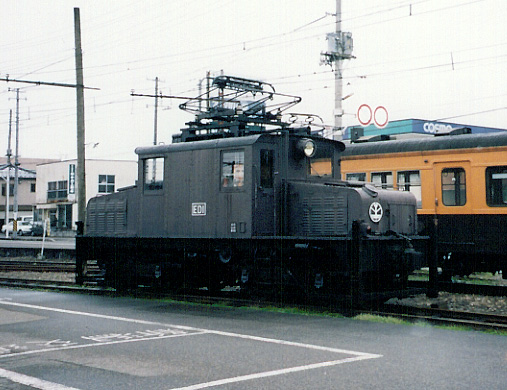
ED1形
（村松 1998年3月）

蒲原鉄道線全線開業に先立つ1930年（昭和5年）5月に、貨物列車牽引に供する目的で新製されたものである。全長9,180mmの凸形鋼製車体を有する25t機で、外観はウェスティングハウス・エレクトリック (WH) 社が設計・製造し、日本にも数多くが輸入された凸形電機各形式に酷似しているが、EL形はそれらを設計の基本として日本車輌製造においてデッドコピー製造した国内模倣品であり、電装品についても東洋電機製造製のものが搭載された純国産機である。
EL形は1952年（昭和27年）10月に実施された一斉改番に際してED1形1と改称された。蒲原鉄道線における貨物輸送需要は低く、1957年（昭和32年）以降定期貨物列車の運用は消滅した。また、不定期運用の貨物列車においても積載量が少ない場合は電車牽引の混合列車形態によって運行されたことから、ED1は主に村松車庫内の入替作業ならびに冬季の除雪用途に供されることとなった。蒲原鉄道線における貨物輸送は1984年（昭和59年）2月1日付で廃止となったが、ED1は構内入換作業など事業用電機として路線縮小後も残存し、全線廃止まで在籍した。

### 貨車

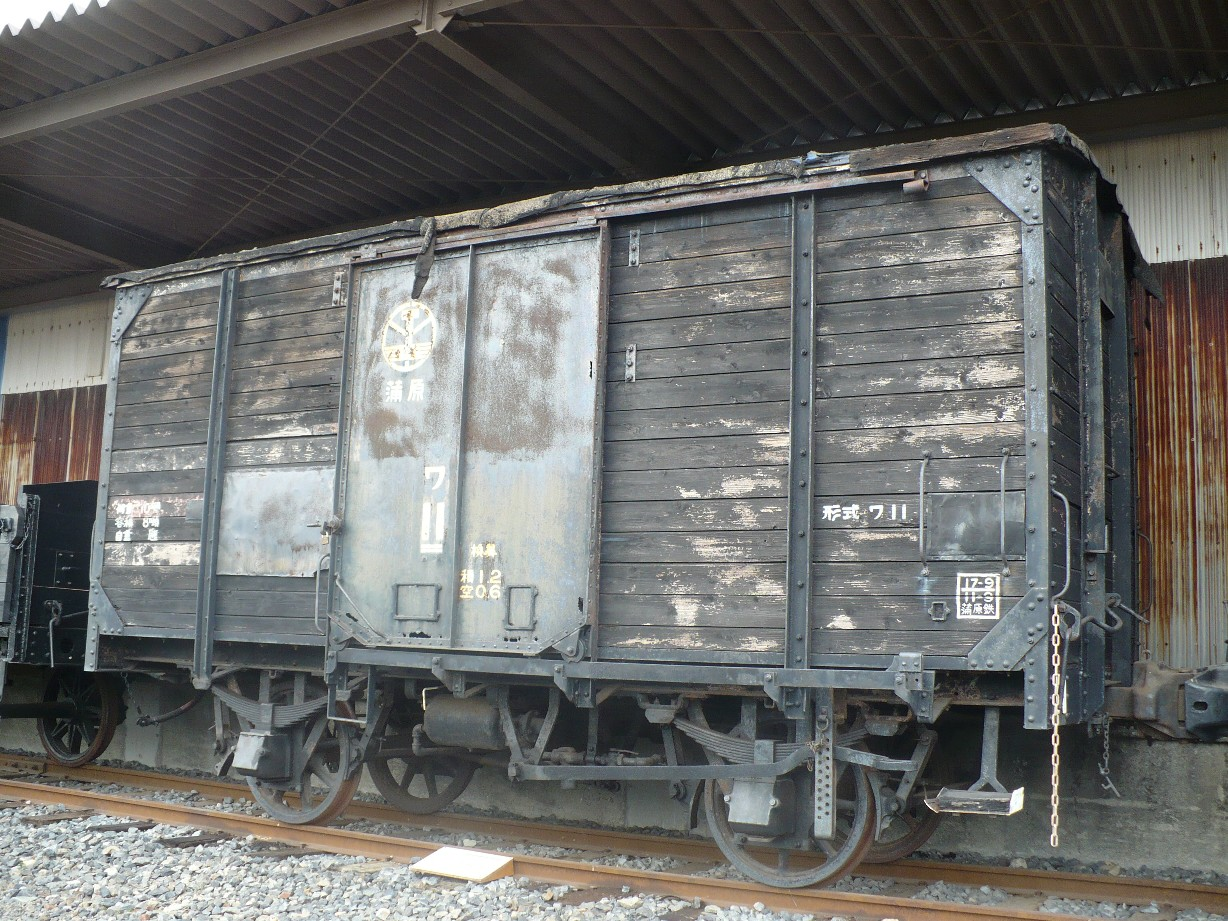
ワ11形
（貨物鉄道博物館 2008年3月）

五泉 - 村松間の開業に際して、1923年（大正12年）11月に日本車輌製造において二軸有蓋車ワ1形1・2を新製し、また全線開通に先立つ1929年（昭和4年）10月から同年11月にかけて、二軸有蓋車ワ11形11・12、二軸有蓋緩急車ワフ1形1、二軸無蓋車ト1形1・2の計5両が、いずれも新潟鐵工所において新製された。戦後の1948年（昭和23年）には、鉄道省より二軸無蓋車トム1形403の払い下げを受けてトム1形1として導入し、1959年（昭和34年）3月には自社村松車庫において二軸有蓋車ワム1形1を新製した。また、同年5月には緩急車ワフ1の車掌室を撤去し、ワ13と改称・改番の上でワ11形へ編入した。
その後、貨物輸送需要の減少から1974年（昭和47年）10月にワ1・2が、1978年（昭和53年）9月にはワ12・13・ワム1がそれぞれ廃車となった。1984年（昭和59年）2月1日の貨物輸送廃止に伴って在籍する貨車は全車とも用途を失い、路線縮小に際してワ11・トム1が1985年（昭和60年）6月20日付で廃車となった。事業用として残存したト1・2についても1995年（平成7年）7月25日付で除籍され、蒲原鉄道線における貨車は全廃となった。

## 保存車両
| 画像 | 番号               | 所在地                                    | 備考                                                                                            |
| ---- | ------------------ | ----------------------------------------- | ----------------------------------------------------------------------------------------------- |
|      | ED1・ モハ1 モハ61 | 新潟県加茂市 冬鳥越スキーガーデン         | 1999年の廃止後に車両を加茂市が修復して展示。 2022年に展示施設に屋根が完成した。                 |
|      | モハ41             | 新潟県五泉市 五泉市総合会館               |                                                                                                 |
|      | モハ11             | 新潟県五泉市 村松城跡公園                 | 1999年の全線廃止後に車両が五泉市に寄贈された。 2023年にクラウドファンディングで塗装などを修復。 |
|      | モハ51             | 新潟県阿賀野市 安田民俗資料館(休館)       |                                                                                                 |
|      | ワム1              | 和歌山県有田市 有田川鉄道公園(動態保存)   |                                                                                                 |
|      | ワ11               | 三重県いなべ市貨物鉄道博物館              |                                                                                                 |
|      | ワ12               | 栃木県真岡市 「ＳＬキューロク館」         |                                                                                                 |
|      | ト1                | 和歌山県有田市 有田川鉄道公園(動態保存)   |                                                                                                 |
|      | ト2                | 栃木県那須烏山市 「那珂川清流鉄道保存会」 |                                                                                                 |
|      | クハ10             | 岡山県美咲町 「柵原ふれあい鉱山公園」     | 台車のみ                                                                                        |

## 主要諸元
|              | デ1形 （モハ1形）            | デ11形 （モハ11形）          | デ101形 （モハ21形）         | モハ31形                     | モハ41形                     | モハ51形                     | モハ61形                     |
| 車両定員     | 66人 （座席32人）            | 82人 （座席34人）            | 80人 （座席34人）            | 104人 （座席44人）           | 108人 （座席48人）           | 82人 （座席34人）            | 110人 （座席48人）           |
| 全長         | 11,455mm                     | 12,432mm                     | 12,106mm                     | 15,150mm                     | 16,700mm                     | 12,432mm                     | 17,000mm                     |
| 全幅         | 2,692mm                      | 2,646mm                      | 2,642mm                      | 2,720mm                      | 2,720mm                      | 2,646mm                      | 2,725mm                      |
| 全高         | 4,064mm                      | 4,100mm                      | 4,115mm                      | 4,115mm                      | 4,105mm                      | 4,100mm                      | 4,100mm                      |
| 車両質量     | 19.77 t                      | 19.2 t                       | 17.5 t                       | 26.55 t                      | [ 注釈 10 ]                  | 18.4 t                       | 27.45 t                      |
| 主電動機     | TDK-31S-C もしくは TDK-31S-P | TDK-31S-C もしくは TDK-31S-P | TDK-31S-C もしくは TDK-31S-P | TDK-31S-C もしくは TDK-31S-P | TDK-31S-C もしくは TDK-31S-P | TDK-31S-C もしくは TDK-31S-P | TDK-31S-C もしくは TDK-31S-P |
| 主電動機出力 | 63.4kW                       | 63.4kW                       | 63.4kW                       | 63.4kW                       | 63.4kW                       | 63.4kW                       | 63.4kW                       |
| 搭載数       | 2基 / 両                     | 2基 / 両                     | 2基 / 両                     | 2基 / 両                     | 2基 / 両                     | 2基 / 両                     | 2基 / 両                     |
| 歯車比       | 3.2 (64:20)                  | 3.67 (66:18)                 | 3.2 (64:20)                  | 3.2 (64:20)                  | 3.67 (66:18)                 | 3.2 (64:20)                  | 3.67 (66:18)                 |
| 制御装置     | 直接制御                     | 直接制御                     | 直接制御                     | HL制御                       | HL制御                       | 直接制御                     | HL制御                       |
| 台車         | ブリル76E-1                  | 軸ばね式                     | ブリル76E-1                  | BW-78-25A                    | 軸ばね式                     | ブリル76E-1                  | DT10                         |
| 制動方式     | 非常弁付直通制動 SME         | 非常弁付直通制動 SME         | 非常弁付直通制動 SME         | 非常弁付直通制動 SME         | 非常弁付直通制動 SME         | 非常弁付直通制動 SME         | 非常弁付直通制動 SME         |
| 製造メーカー | 蒲田車輌製作所               | 日車東京支店                 | 日車名古屋本店               | 東京電機工業                 | 東京電機工業                 | 日車東京支店                 | 日本鉄道自動車               |
| 備考         | [ 注釈 11 ]                  | [ 注釈 11 ]                  |                              |                              | [ 注釈 12 ]                  | 元モハ13                     |                              |
|              | モハ71形                     | モハ81形                     | モハ91形                     | ハニ3形 （ハ1形）            | クハ1形 （ハ2形）            | クハ10形                     | EL形 （ED1形）               |
| 車両定員     | 112人 （座席44人）           | 100人 （座席48人）           | 80人 （座席34人）            | 67人 （座席29人）            | 65人 （座席24人）            | 109人 （座席62人）           | ‾                            |
| 全長         | 16,930mm                     | 15,850mm                     | 12,944mm                     | 9,440mm                      | 9,246mm                      | 16,350mm                     | 9,180mm                      |
| 全幅         | 2,715mm                      | 2,740mm                      | 2,744mm                      | 2,680mm                      | 2,622mm                      | 2,725mm                      | 2,445mm                      |
| 全高         | 4,114mm                      | 4,200mm                      | 4,106mm                      | 3,570mm                      | 3,525mm                      | 3,655mm                      | 3,904mm                      |
| 車両質量     | 31.3 t                       | 30.5 t                       | 21.5 t                       | 8.3 t                        | 7.3 t                        | 19.0 t                       | 25.0 t                       |
| 主電動機     | 直巻電動機                   | TDK-31E                      | 直巻電動機                   | ‾                            | ‾                            | ‾                            | TDK-31S-C                    |
| 主電動機出力 | 63.4kW                       | 41kW                         | 44.76kW                      | ‾                            | ‾                            | ‾                            | 63.4kW                       |
| 搭載数       | 2基 / 両                     | 4基 / 両                     | 4基 / 両                     | ‾                            | ‾                            | ‾                            | 4基 / 両                     |
| 歯車比       | 3.2 (64:20)                  | 3.0 (63:21)                  | 3.67 (66:18)                 | ‾                            | ‾                            | ‾                            | 5.0 (70:14)                  |
| 制御装置     | HL制御                       | HL制御                       | HL制御                       | ‾                            | ‾                            | ‾                            | 直接制御                     |
| 台車         | KS-33L                       | TR14                         | BW-78-25A                    | 二軸固定式                   | 二軸固定式                   | TR26                         | 日車EL形                     |
| 制動方式     | 非常弁付直通制動 SME         | 非常弁付直通制動 SME         | 非常弁付直通制動 SME         | 手用制動                     | 手用制動                     | 非常弁付直通制動 SCE         | 自動空気制動 AMA             |
| 製造メーカー | 日車東京支店                 | 日本鉄道自動車               | 日車東京支店                 | 京浜車輌工業                 | 雨宮製作所                   | 川崎車輌                     | 日車名古屋本店               |
| 備考         |                              |                              |                              |                              |                              |                              |                              |